# Caldetas
Caldetas o Caldas de Estrach (oficialmente en catalán: Caldes d'Estrac) es un municipio de la provincia de Barcelona, comarca de El Maresme, en la comunidad autónoma de Cataluña, España. Sus inicios se remontan al siglo XIII, levantado alrededor de un antiguo hospital y de una iglesia. El emplazamiento de una fuente de aguas termales, dio el nombre al municipio. Desde 1870 hasta 1920, Caldetes, vivió una primera edad de oro, al ser centro de veraneo de la burguesía catalana. Importantes poetas y escritores catalanes como Apel·les Mestres, Joan Maragall, Jacinto Verdaguer o Josep Palau i Fabre, vivieron en el municipio. Aunque se considera que el diminutivo de Caldetes (aplicado especialmente al barrio marítimo o vila nova) nació en el siglo XVIII, el nombre ya fue utilizado en el año 1600, en la Geografía de Cataluña de Pere Gil. Durante la guerra civil española Caldetes fue considerada ciudad abierta por tener varias embajadas dentro del municipio, lo que significaba que no podía ser bombardeada.

## Geografía
Integrado en la comarca de El Maresme, se sitúa a 42 kilómetros de Barcelona. El término municipal está atravesado por la antigua carretera N-II en el pK 654. 
El relieve del municipio está caracterizado por la franja costera del Maresme entre Arenys de Mar y San Vicente de Montalt, y por las primeras elevaciones de la Cordillera Litoral, que alcanza los 113 metros en el monte Ferrán. El casco urbano se alza a 7 metros sobre el nivel del mar. 
| Noroeste: San Vicente de Montalt | Norte: San Vicente de Montalt | Noreste: Arenys de Mar    |
| Oeste: San Vicente de Montalt    |                               | Este: Arenys de Mar       |
| Suroeste: San Vicente de Montalt | Sur: Mar Mediterráneo         | Sureste: Mar Mediterráneo |

### Comunicaciones
La carretera N-II comunica el término con el resto de municipios de la costa, y una carretera local lo relaciona con Sant Vicente de Montalt. Tiene una estación de Cercanías de Renfe.

## Economía
La economía del pueblo, se basa en las aguas termales y el turismo de verano.

## Geografía

### Monumentos y lugares de interés

Situación de Caldetas en la comarca del Maresme

- Vila Vieja, en lo alto del pueblo, en la que se encuentran masías como Can Milans de Caldes, con elementos góticos y fortificada, y Can Gilí, originaria del siglo XVI, muy reconstruida en el 1910, por Francesc Nebot.
- La parroquia de Santa María, está situada en el núcleo antiguo del pueblo, fue construida del 1805 al 1829, sobre una antigua iglesia del siglo XIII, de la que solo se conserva la pila bautismal, los capiteles de los arcos de la fachada y una lápida con caracteres góticos. El retablo original fue quemado durante la guerra civil española.
- La Torre Verda (La Torre Verde) y La Torre Busquets, son dos torres de defensa, ambas del siglo XVI. Las dos torres solo separadas por unos metros, tienen junto a ellas, dos masías, hoy en día muy restauradas. Las dos torres están catalogadas como, Bien Cultural de Interés Nacional.
- El paseo de Mar y el paseo de los Ingleses, son dos avenidas junto al mar, con notables casas de veraneo, la mayoría de estilo novecentista y modernista.
- Horno de cerámica del siglo XVI, descubierto casualmente en julio de 2009 durante unas obras en la zona conocida como el "Forn de las Escaletes". Actualmente se está investigando el hallazgo. El alcalde de Caldetas, Joaquim Arnó, ha manifestado que se pedirá a la Generalidad un estudio arqueológico completo para preservar los restos y poderlo dar a conocer.[4]
- La Fundación Palau fue inaugurada en mayo de 2003, exhibe y difunde el fondo artístico de la colección de arte personal de Josep Palau i Fabre, así como sus archivos y biblioteca, del cual es de gran importancia el fondo documental sobre Picasso.

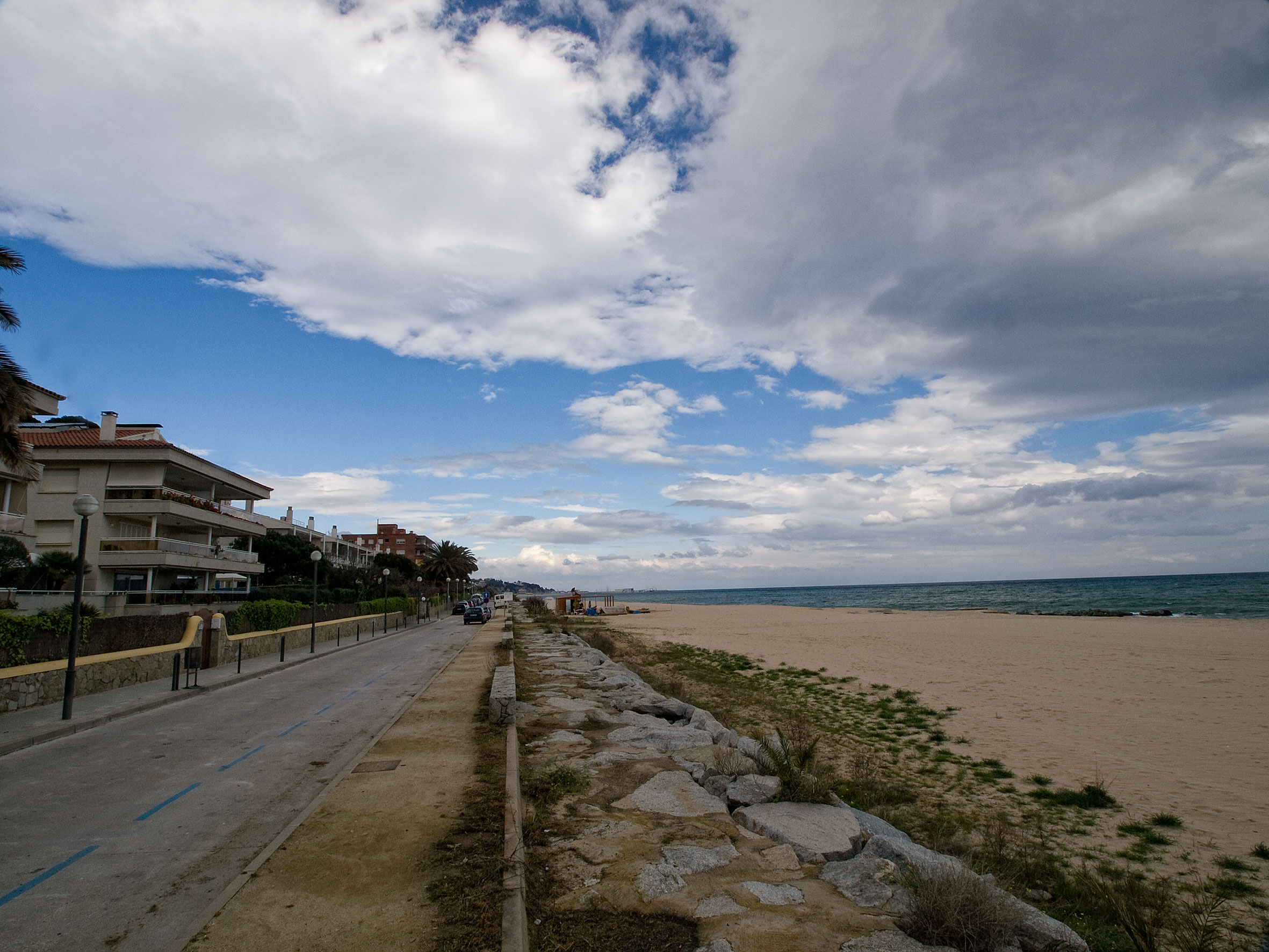
Paseo marítimo

### Fiestas
- Fiesta mayor: primer o segundo fin de semana de septiembre. Se celebra en honor a la virgen del Remedio, el 8 de septiembre.
- Fiesta local: (fiesta de Santa Lucía) 13 de diciembre.

## Administración y política
| Periodo   | Nombre                                                       | Partido                              |
| --------- | ------------------------------------------------------------ | ------------------------------------ |
| 1979-1983 | Joan Rangel                                                  | Nova Gent per Caldes                 |
| 1983-1987 | Joan Rangel                                                  | Agrupació d'Electors per Caldes      |
| 1987-1991 | Albert Batlle                                                | Units per Caldes                     |
| 1991-1995 | Joan Rangel                                                  | Partit dels Socialistes de Catalunya |
| 1995-1999 | Joan Rangel                                                  | Partit dels Socialistes de Catalunya |
| 1999-2003 | Joan Rangel                                                  | Partit dels Socialistes de Catalunya |
| 2003-2007 | 2003-2004 Joan Rangel / 2004-2007 Josep Maria Freixas Molist | Partit dels Socialistes de Catalunya |
| 2007-2011 | Joaquim Arnó i Porras                                        | Convergència i Unió                  |
| 2011-2015 | Joaquim Arnó i Porras                                        | Convergència i Unió                  |
| 2015-2019 | 2015-16 Joaquim Arnó i Porras / 2016- Rosa Pou i Baró        | CiU / ERC.                           |
| 2019-2023 | 2019- Rosa Pou i Baró                                        | ERC                                  |

## Demografía
Caldetas cuenta con una población de 3259 habitantes (INE 2024).
| Gráfica de evolución demográfica de Caldetas entre 1842 y 2021 |
| |
| Población de derecho según los censos de población del INE. Población de hecho según los censos de población del INE.En este censo se denominaba Caldes de Estrach: 1842. En este censo se denominaba Caldas d'Estrach: 1857. En estos censos se denominaba Caldas de Estrach: 1860, 1877, 1887, 1897, 1900, 1910, 1920, 1930, 1940, 1950, 1960, 1970 y 1981. |

- Evolución demográfica de Caldetas entre 1996 y 2018

| 1996 | 1998 | 1999 | 2000 | 2001 | 2002 | 2003 | 2004 | 2005 | 2006 | 2007 | 2008 | 2009 | 2010 | 2011 | 2012 | 2013 | 2014 | 2015 | 2016 | 2017 | 2018 |
| ---- | ---- | ---- | ---- | ---- | ---- | ---- | ---- | ---- | ---- | ---- | ---- | ---- | ---- | ---- | ---- | ---- | ---- | ---- | ---- | ---- | ---- |
| 1751 | 1808 | 1937 | 1973 | 2028 | 2137 | 2310 | 2448 | 2508 | 2607 | 2672 | 2735 | 2799 | 2783 | 2776 | 2773 | 2760 | 2738 | 2717 | 2766 | 2823 | 2859 |

### Alteración término municipal
Con la intención de agregar a su término municipal parte de los términos municipales de los municipios limítrofes de Arenys de Mar y San Vicente de Montalt, ya que Caldetas es uno de los municipios más pequeños de Cataluña.
No se consiguió agregar parte de los municipios para la ampliación del pueblo. Actualmente su territorio no llega a 1 km².